# Heliconius hermathena
Espèce
Heliconius hermathena est un insecte lépidoptère appartenant à la famille des Nymphalidae, à la sous-famille des Heliconiinae et au genre Heliconius.

## Taxinomie
Heliconius hermathena a été décrit par William Chapman Hewitson en 1853 sous le nom initial d' Holiconia hermathena.

### Sous-espèces
- Heliconius hermathena hermathena
- Heliconius hermathena duckei Brown & Benson, 1977; présent au Brésil.
- Heliconius hermathena renatae Brown & Fernández, 1984; présent au Venezuela.
- Heliconius hermathena sabinae Neukirchen, 1992; présent au Brésil.
- Heliconius hermathena sheppardi Brown & Benson, 1977; présent au Brésil.
- Heliconius hermathena vereatta Stichel, 1912; présent au Brésil.

## Description
Heliconius hermathena est un grand papillon noir, au corps fin et aux longues ailes antérieures allongées à l'apex arrondi et au bord interne légèrement concave.
Le dessus présente une ornementation variable, les ailes antérieure sont barrées d'une large bande orange partant du milieu du bord costal. Les ailes postérieures, sauf chez Heliconius hermathena vereatta ont une ornementation jaune pâle constituée d'une ligne submarginale de petits points et d'une seconde qui lui est parallèle ainsi que d'une large bande du bord interne près de la base à distance de l'apex.
Le revers présente la même ornementation.

## Biologie

### Plantes hôtes
Les plantes hôtes de sa chenille sont des Passifloraceae (Astrophea).

## Écologie et distribution
Heliconius hermathena est présent au Venezuela et au Brésil. Il est déclaré présent dans tout le bassin amazonien. Cependant sa présence au Surinam, en Guyana et en Guyane reste à confirmer.

### Biotope
Heliconius hermathena réside dans les broussailles jusqu'à 1 000 m d'altitude.

## Protection
Pas de statut de protection particulier.